# Linum catharticum
Linum catharticum é um das espécies de plantas da família das Linaceae.

## Sinônimos
A espécie Linum catharticum possui 3 sinônimos reconhecidos atualmente.
- Cathartolinum catharticum (L.) Small
- Cathartolinum pratense Rchb.
- Nezera cathartica (L.) Nieuwl.

1. ↑  «Linum catharticum» (em inglês). The Plant List. 2010. Consultado em 20 de julho de 2019